# Камишли (Кельбаджарський район)
Камишли (азерб. Qamışlı) — село у Кельбаджарському районі Азербайджану. Село розташоване на берегах річки Левонагет (ліва притока Трту), на трасі Мартакерт — Варденіс, за 21 км на північний схід від міста Карвачара, за 47 км на схід від міста Варденіса, за 75 км на захід від міста Мартакерта, за 5 км на південний схід від села Чапні та за 7 км на північний схід від села Нор Ґеташен.
Місцеві жителі займаються в основному сільським господарством, конярством, збиранням пекі (лат. Hippomarathrum crispum — їстівна рослина), рибальством на річці Лев, полюванням і торгівлею.

## Освіта
У Єхеґнуті нещодавно була побудована школа імені Героя Арцаху Петроса Гевондяна (Пето), розрахована на 130 учнів. У школі є комп'ютерний клас, упорядковані класні кімнати і лабораторія.
Також ведеться будівництво сучасного дитячого садочка.

## Пам'ятки
В селі розташований хачкар 12 — 13 ст., камінь з написом 12 — 13 ст. та міст «Шаха» — середньовіччя.

## Галерея

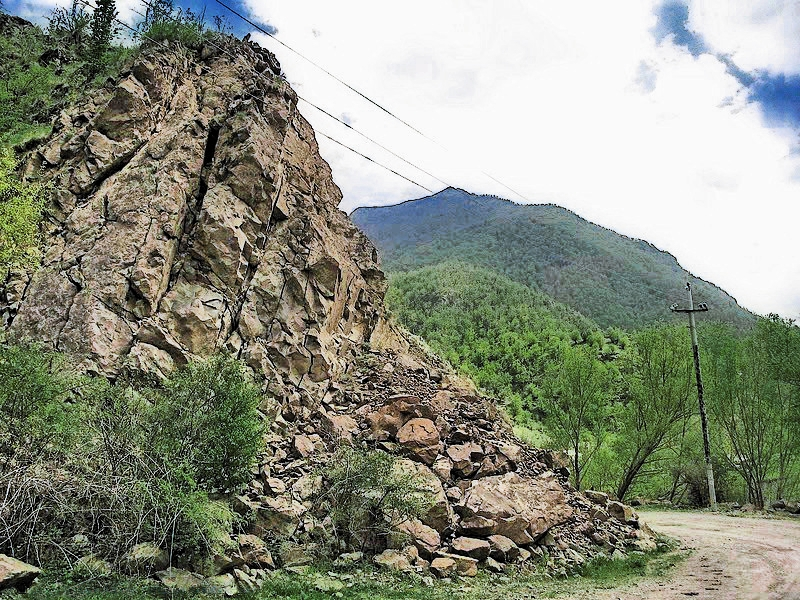
Дорога в Єхеґнут
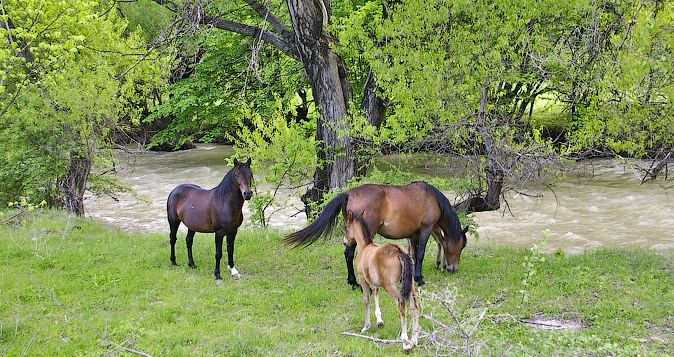
Єхеґнутські коні
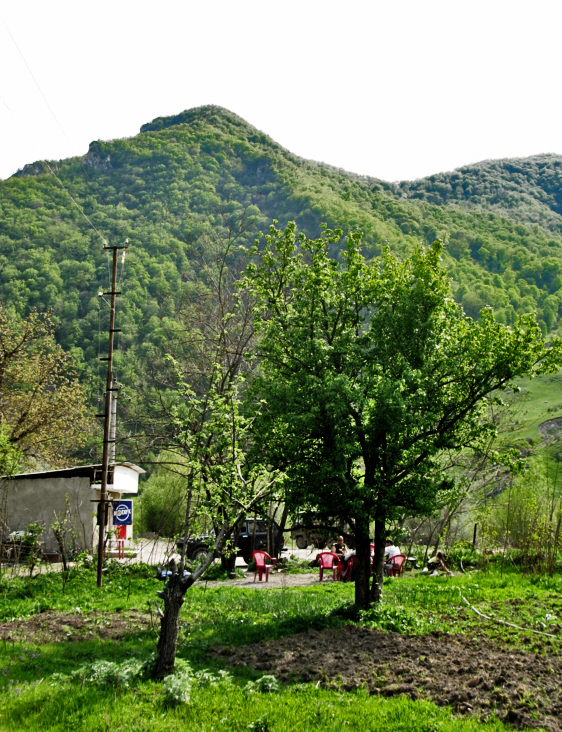
Єхеґнутське кафе